# Tom Wörndl
Tom Zimmer (geborener Wörndl, * 1989 in Rosenheim) ist ein deutscher Gitarrist und Theatermusiker. Er zählt zu den Gründungsmitgliedern der Band Levantino.  

## Leben, Werk
Zimmer absolvierte die Hochschule für Musik in Nürnberg und diplomierte im Fach Jazz-Gitarrist. Gemeinsam mit den Brüdern Michl und Max Bloching gründete er 2010 die Band Levantino, deren Repertoire zwischen Indie, Weltmusik und Jazz angesiedelt ist. Er spielt auch in der Band Tones. 2013 unterschrieb Levantino einen Plattenvertrag und brachte im März des Folgejahres das Debütalbum Chapter One heraus.
Seit 2013 arbeitet Zimmer regelmäßig mit dem Theaterregisseur Christian Stückl zusammen, dem Intendanten des Münchner Volkstheaters. Für die dortige Inszenierung des Stückes Ghetto von Joshua Sobol komponierte er die Bühnenmusik, Stückl inszenierte. In dieser Produktion trat auch die ganze Band Levantino auf. Es folgte eine Reihe von Inszenierungen in München sowie Gastverträge am Wiener Burgtheater und im Hamburger Kampnagel. Zu den gemeinsam mit Stückl erarbeiteten Produktionen zählten auch zwei Uraufführungen – Siegfried von Feridun Zaimoglu und Günter Senkel (2015 in München) und Der Rüssel von Wolfgang Bauer (2018 in Wien).
Er heiratete 2020 in Wasserburg am Inn und nahm den Nachnamen seiner Frau an. Zimmer lebt mit seiner Familie in Bad Aibling. 

## Theaterproduktionen
Inszenierungen von Christian Stückl
- 2013: Ghetto von Joshua Sobol – Münchner Volkstheater
- 2014: Das Wintermärchen von Shakespeare – Münchner Volkstheater
- 2014: Bei Einbruch der Dunkelheit von Peter Turrini – Burgtheater, Wien
- 2015: Nathan der Weise von Lessing – Münchner Volkstheater
- 2015: Siegfried von Feridun Zaimoglu und Günter Senkel (Uraufführung) – Münchner Volkstheater
- 2015: Schuld und Sühne von Dostojewski – Münchner Volkstheater
- 2016: Katzelmacher von Rainer Werner Fassbinder – Kampnagel, Hamburg und Münchner Volkstheater
- 2018: Mein Kampf von George Tabori – Münchner Volkstheater
- 2018: Der Rüssel von Wolfgang Bauer (Uraufführung) – Akademietheater, Wien